# Gerbillus bottai
Gerbillus bottai is een zoogdier uit de familie van de Muridae. De wetenschappelijke naam van de soort werd voor het eerst geldig gepubliceerd door Lataste in 1882.

## Voorkomen
De soort komt voor in Soedan.